# L'immortalità
L'immortalità (Nesmrtelnost) è un romanzo di Milan Kundera scritto nel 1988 e pubblicato per la prima volta in Francia nel 1990.

## Trama
Il romanzo si divide in sette diverse parti, ognuna delle quali si occupa di tematiche particolari riguardanti l'esistenza umana.
La prima parte, Il volto, vede protagonista Agnes, un personaggio la cui creazione Kundera stesso descrive. La donna è alle prese con un matrimonio non idilliaco e con il desiderio spasmodico di collegarsi alla sua anima, anziché essere continuamente bombardata dall'importanza della cura e del culto della propria immagine.
Nella seconda parte L'immortalità, tramite il personaggio di Bettina e di Johann Wolfgang von Goethe, Kundera discute sul desiderio che l'essere umano ha di risultare immortale; intendendo per immortalità il rimanere vivo nei ricordi delle persone per lungo tempo, anche per l'eternità.
La terza parte, La lotta, vede nuovamente come protagonista Agnes, qui contrapposta alla figura della sorella, Laura. Le due sorelle, malgrado Agnes sia un modello per Laura, sono in continuo conflitto a causa della loro abissale diversità.
Nella quarta parte Homo sentimentalis Kundera discute dell'idea dell'amore, della passione e della loro durata.
Qui oltre ad Agnes, ritornano protagonisti anche Goethe e Bettina.
La quinta parte Il caso ha sempre gli stessi protagonisti. Kundera prende in considerazione la casualità della vita e le coincidenze che portano al cambiamento.
Nella penultima parte, Il quadrante, entra in scena un nuovo personaggio, Rubens. L'uomo, dopo aver fallito il suo tentativo di fare il pittore ed aver visto naufragare in breve tempo il suo matrimonio, si pone delle domande sull'amore e sulla sua volontà di tenersene alla larga.
Nell'ultima parte La celebrazione, il marito di Agnes Paul, Kundera e un amico di quest'ultimo si incontrano nel luogo in cui il libro ha avuto inizio. È l'occasione per l'autore di discutere sulla concezione futura della donna e porre la conclusione alle riflessioni dell'opera tutta.

## Edizioni
- Milan Kundera, L'immortalità, traduzione di Alessandra Mura, collana gli Adelphi, Adelphi, 1990,  p. 382.